# Ghyaru
Ghyaru – gaun wikas samiti w zachodniej części Nepalu w strefie Gandaki w dystrykcie Manang. Według nepalskiego spisu powszechnego z 2011 roku liczył on 33 gospodarstwa domowe i 71 mieszkańców (39 kobiet i 32 mężczyzn).